# Марина Абрамовић
Марина Абрамовић (Београд, 30. новембар 1946) српска је уметница перформанса. Сликарство је у самим почецима заменила за боди арт, односно бол, покрет, мимику, гест, инсистирајући на језику тела играча, акробата, сеоских врачева, тибетанских калуђера и шамана. Исцрпљивање тела постала је основна карактеристика њеног перформанса. Од 2002. године живи и ради у Њујорку (САД).

## Биографија
Марина Абрамовић је рођена непосредно после рата 30. новембра 1946. године у партизанској породици. Родитељи Воја и Даница Абрамовић били су активни учесници НОБ, веровали су у револуцију и комунистичку будућност СФРЈ. Обоје су имали успешну војничку каријеру. Даница Абрамовић је средином шездесетих година била и директор Музеја револуције у Београду.
Марина Абрамовић од 1965. године студирала је на Академији ликовних уметности у Београду. Комплетирала је своје постдипломске студије на Академији ликовних уметности у Загребу, а затим је предавала на Академији ликовних уметности у Новом Саду. Од 1968. године објављивала је текстове и цртеже а од 1973. године организовала је своје акције перформанса.
Од 1997. до 2004. године била је предавач на Факултету ликовних уметности у Брауншвајгу за уметност перформанса. У Њујорку основала је Независну перформанс групу, један форум за актуелну перформанс уметност где жели да ради са изабраним младим уметницима и уметницама.
Марина живи од 1975. године у Амстердаму, где је 1987. године купила кућу, али је више времена провела путујући по свету и на изложбама. У јесен 2005. године преселила се из Амстердама у Њујорк. Године 2005. удала се за италијанског скулптора Паола Каневарија.

## Дело
Боди-арт у којем је Марина почела да испитује границе психо-физичке издржљивости, везују се за фестивал у Единбургу 1973. године. Перформанс са двадесет ножева био је први у низу десет акција названих „Ритмови“ и Марина је тада себи први пут нанела лакше телесне повреде. Ножеве је користила тако што их је брзо забадала између прстију, а кад год би при брзини засекла прст узимала би други нож. Њена идеја била је да ритам ударача тако усклади да увек унапред зна када ће нож додирнути њену кожу.
У акцији „ритам 5”, изведеној на Априлским сусретима 1973. године, изложила се новим опасностима. Запалила је ватру око звезде петокраке и, након спаљивања праменова косе и ноктију, легла у њен центар. Умало се није угушила, публици требало доста времена да схвати како Марина не глуми транс, већ је заиста остала без свести.
У Галерији савремене уметности у Загребу 1974. године она је пред публиком узимала таблете за лечење акутне схизофреније, желећи да доведе своје тело у непредвидљива психо-физичка стања (грчење мишића, губљење оријентације). Након тога, слично дејство је желела да осети под дејством физичких сила.
У перформансу „Ритам 4”, одржаном у галерији Дијаграм у Милану исте године, Марина је своју акцију овако описала:
У празном осветљеном простору постављен је снажан вентилатор који кроз широки отвор издувава велику количину ваздуха. Постепено се приближавајући покушавам да удахнем сав ваздух... Видео камера прати читав процес и преко два екрана у галерији публика може да види само крупни план мога лица и промене на њему под утицајем снажних налета ваздуха. Вентилатор је ван кадра, те посматрачи не знају шта изазива те деформације и гримасе.
У последњој акцији из ове серије, Марина Абрамовић је одлучила да се суочи са смрћу. На позив Студија Мора у Напуљу, она изводи „Ритам о“ 1975. године који је могао да се оствари само уз сарадњу са публиком. Пре почетка перформанса, Марина је оставила упутство посетиоцима:
„На столу се налазе предмети (жилети, ножеви, пиштољ) које можете употребити на мени, ја сам објект. Акција ће трајати 6 часова. Сву одговорност за ваше понашање преузимам на себе.” Све је те вечери почело питомо. Неко ју је окренуо у круг. Неко ју је додирнуо на доста присан начин. Али трећег сата ствари су почеле да се мењају. Публика је почела да се трансформише и на крају је избила туча између оних који су је штитили и оних који су је повређивали.
У периоду између 1976. и 1988. године она ће са немачким перформанс уметником Улајом (Уве Лајсиепен), којег је упознала и који је био рођен истог датума као и она, путовати по свету. Првих пет година становали су у аутомобилу а перформансе, који су им били једини извор прихода, радили су спонтано. Од 1980. године па све до 1983. боравили су у пустињама Аустралије, у Сахари и пустињи Гоби. Крај путовања, али и њихове љубави био је Кинески зид. За обоје било је то место апсолутне есенције, нови спиритуални свет. У перформансу „Ход по великом зиду“ 1988. они су пешице кренули са различитих крајева те грађевине и за три месеца прешли 2000 km, како би се тачно одређеног датума, према договору, састали у једној тачки зида. Тај сусрет је био растанак овог уметничког дуета. Марина Абрамовић је поново радила сама.
Од 14. марта до 30. маја 2010. године, Марина Абрамовић је у Музеју модерне уметности у Њујорку имала ретроспективну изложбу свог рада, која је обухватала и перформанс The Artist is Present, на којем је 763 часа и 30 минута седела у тишини, непомично, док су посетиоци један по један седели насупрот ње без додира или разговора са њом. За време трајања перформанса на столици наспрам Марине Абрамовић је седело 1.545 посетилаца, међу којима су били Лу Рид, Џејмс Франко, Бјорк, Лејди Гага, Шерон Стоун и др. 750.000 посетилаца је прошло кроз атријум музеја за време трајања изложбе. Била је то највећа изложба перформанс уметности у историји Музеја модерне уметности у Њујорку.
Она је главни протагониста у документарном филму Метјуа Ејкерса Маrina Abramović: The Artist is Present, који је базиран на њеном животу и истоименој изложби и перформансу из 2010. године. Филм је приказан у САД на телевизијском каналу HBO, а 2012. освојио је награду Пибоди (енгл. Peabody Award), као најбоље телевизијско остварење у категорији документарног програма. 2010. године, појављује се у немачком документарном филму - The Future of Art, у коме је такође представљен њен перформанс The Art is Present. У јануару 2011. године Марина Абрамовић је била на насловној страни српског издања часописа ELLE. Сарадња са певачицом Лејди Гагом и њен трећи албум ARTPOP из 2013. године, допринели су промовисању рада Марине Абрамовић и перформанса уопште.
Оснивач је Marina Abramović Institute (MAI), нон-профит фондације за перформанс уметност у Хадсону, Њујорк.

## Награде и признања
- „Златни лав“ на Бијеналу у Венецији 1997. године где је учествовала чак пет пута
- „Беси“ за рад „Кућа с погледом на Океан“ 2003. године
- Награда Удружења америчких критичара 2004. године
- Награде града Њујорка за игру и перформанс 2003.
- њена дела су укључена у многе светске јавне колекције.
- Била је професор на високим школама у Берлину, Хамбургу, Брауншвајгу, гостујући професор на Академији у Паризу.
- Тринаестојулска награда Црне Горе 2012. године[2]
- Аустријски орден за науку и уметност 2012.
- Награда Браћа Карић 2012.
- Изабрана је 2013. године за члана Америчке националне академије уметности.[3]
- Најутицајнија личност из света уметности 2016. године, доделио портал Артнет[4]
- Златна медаља за заслуге (15. фебруар 2021).[5]